# Namploh Krueng
Namploh Krueng is een bestuurslaag in het regentschap Bireuen van de provincie Atjeh, Indonesië. Namploh Krueng telt 363 inwoners (volkstelling 2010).